# Talking Heads
I Talking Heads sono stati un gruppo rock statunitense, formatisi a New York nel 1974 e attivi fino al 1991. Nel 2002 sono stati inseriti nella Rock and Roll Hall of Fame.
La loro formula sonora trova un equilibrio tra pop rock e avanguardia, fruibilità e sperimentazione, musica bianca e musica nera, costituendo di fatto una delle colonne portanti della new wave statunitense.
Formatisi nel 1974 e guidati da colui che è forse l'emblema dell'approccio avanguardistico alla musica pop, David Byrne, i Talking Heads sono ricordati per la loro proposta artistica eclettica ed estrosa, che trovava la sua più congeniale espressione in concerti dalla grandissima carica emotiva, con un impianto quasi orchestrale e dall'inusitato impatto sonoro e scenico (come testimonia il celebre film-concerto del 1984 Stop Making Sense, diretto da Jonathan Demme).

## Storia
David Byrne, nato nel 1952, frequenta la Rhode Island School of Design, dove incontra Chris Frantz (batterista) e Tina Weymouth (bassista). 
Cresciuti nella New York degli anni settanta, ne hanno vissuto e assimilato i fermenti. Il periodo era quello di Andy Warhol e delle nuove avanguardie nelle arti visuali e grafiche. Saranno proprio la frenesia, i colori ma anche il senso di alienazione della Grande mela ad ispirare profondamente la loro cifra musicale. I tre musicisti formano il gruppo nel 1974, arruolando anche Jerry Harrison, chitarrista ex Modern Lovers conosciuto a Boston. Tale formazione è rimasta sostanzialmente invariata fino allo scioglimento.
La prima produzione del gruppo è il 45 giri Love Goes to Building Fire, a cui fa seguito un tour con i Ramones e l'uscita dell'album Talking Heads: 77, avvenuta appunto nel 1977.
L'impatto nel circuito underground è molto forte e non sfugge all'occhio di Brian Eno, che l'anno successivo produce il disco More Songs About Buildings and Food. 
I primi due album sono abbastanza simili e propongono uno stile molto originale fatto di canzoni brevi e fresche tra cui spiccano i due pezzi più famosi, Psycho Killer e la cover di Al Green Take Me to the River.
Con il terzo disco Fear of Music (1979), la collaborazione con Eno si evidenzia maggiormente nelle sonorità, con hit come Life During Wartime e I Zimbra (brano in cui spicca la chitarra di Robert Fripp).
Con Remain in Light (1980), considerato il loro capolavoro e uno dei dischi "definitivi" della musica contemporanea, si compie una svolta significativa verso un funky molto ritmato, dove le percussioni si fanno ossessive e i brani velocissimi (tra le hit Once in a Lifetime e Houses in Motion). Si tratta fondamentalmente di un complesso studio sul ritmo, costruito mediante stratificazioni sovrapposte di note e percussioni, una sorta di obliqua rilettura della musica afroamericana imbevuta di world music di diverse latitudini, con una sfrenata fantasia che si riflette anche nei testi, enigmatici e visionari. Partecipano all'album musicisti come Adrian Belew, Jon Hassel, Robert Palmer e Nona Hendryx.
Da questo disco viene estratto il singolo Once in a Lifetime.
Nel giro dei quattro anni successivi il gruppo si prende un periodo di pausa, ma tuttavia pubblica l'album live The Name of This Band Is Talking Heads (1982), che contiene diverse registrazioni effettuate tra il 1977 ed il 1981 in diverse città tra cui New York e Tokyo.
Nel 1983 viene pubblicato il successivo album, dal titolo Speaking in Tongues. A partire da questo disco in poi gli elementi di musica etnica si fanno più pervasivi e la sonorità si allontanano dal rock, ma il gruppo non perde mai di vista la propria originalità. Da segnalare che negli anni ottanta i Talking Heads erano accompagnati, sia in studio che in tournée, dal bassista e chitarrista Busta Jones.
Nel giugno 1985 esce invece Little Creatures, i cui brani più importanti sono Road to Nowhere e And She Was. Un anno dopo (ottobre 1986) è la volta di True Stories, pubblicato in contemporanea rispetto all'omonimo film di David Byrne, avente lo stesso titolo; il disco però non costituisce la colonna sonora.
Nel marzo 1988 esce l'ottavo e ultimo album della band: si tratta di Naked, registrato a Parigi e coprodotto da Steve Lillywhite. Dopo la pubblicazione di questo disco il gruppo entra in pausa, ma solo nel dicembre 1991 viene comunicato ufficialmente lo scioglimento del gruppo. Il loro ultimo brano è rappresentato da Sax and Violins, una canzone inserita nella colonna sonora del film Fino alla fine del mondo di Wim Wenders. Tuttavia nel video musicale del brano appaiono solo Byrne e Harrison e questo fa insorgere dubbi sulla reale partecipazione di Frantz e Weymouth al pezzo.
Il 15 agosto 2025 hanno pubblicato una collaborazione con Welcome Skateboards per celebrare il loro album di debutto,Talking Heads: 77.

## Dopo lo scioglimento e altri progetti
Dopo lo scioglimento del gruppo, di fatto avvenuto nel 1988, Byrne inizia anche un percorso di ricerca che lo porta a lavorare con artisti brasiliani, Brian Eno e altri ancora. Già nel 1989 Byrne aveva debuttato con un album solista dal titolo Rei Momo.
Nel 1996 tre membri del gruppo (tutti tranne Byrne) si sono riuniti e hanno realizzato un album a nome The Heads e intitolato No Talking, Just Head. A questo disco partecipano numerosi vocalist della scena punk e non solo: tra questi Johnette Napolitano (Concrete Blonde), Debbie Harry (Blondie), Gordon Gano (Violent Femmes), Michael Hutchence (INXS) e Andy Partridge (XTC). La pubblicazione del disco viene seguita da un tour a cui partecipa la Napolitano.
Negli anni successivi Harrison inizia un'eccellente carriera come produttore discografico che lo porta a collaborare con Violent Femmes, Fine Young Cannibals, Crash Test Dummies e No Doubt.
Nel 1981 Weymouth e Frantz (sposatisi nel 1977) formano un gruppo chiamato Tom Tom Club, che esordisce con l'album omonimo proprio nel 1981.

## Stile musicale
Fra le formazioni più influenti della musica rock, i Talking Heads si sono proposti con uno stile new wave e post-punk ballabile che si apre a soluzioni funky, neopsichedeliche ed elettroniche. Si ispirano in qualche modo al postmodernismo e alla pop art e, già a partire dai primi album, si sono concentrati molto sull'aspetto ritmico della loro musica, divenuto sempre più preponderante fino a sfociare nei poliritmi afrobeat dell'album di transizione Remain in Light (1980), che esaspera le contaminazioni africane già anticipate nel precedente Fear of Music (1979) e che segna un avvicinarsi del gruppo alla musica etnica di Brian Eno. Secondo molti, gli album dei Talking Heads sono caratterizzati da un suono tagliente, inquieto e ironico che traspone in musica l'"alienazione urbana" e le "ossessioni attuali" con cui getterebbero uno "sguardo sulla contemporaneità"; fa eccezione Little Creatures (1985) dallo stile più vivace e intenzionalmente scanzonato. Inoltre, qualcuno fa rientrare il gruppo newyorchese nel novero dei gruppi art rock e avant-funk, mentre AllMusic li inserisce anche fra gli esponenti del punk di scuola americana e di alcune varianti di musica rock.

## Influenze
L'enorme influenza del gruppo è facilmente riscontrabile in buona parte nell'indie rock che domina le classifiche degli ultimi anni, in particolare nell'utilizzo delle chitarre e nel tipo di strutture ritmiche.
Tra i gruppi che hanno citato i Talking Heads come fonte di ispirazione vi sono Radiohead, i Bell X1 e i Primus.

## Citazioni e riferimenti
- Da una canzone dei Talking Heads (Radio Head, inserita nell'album True Stories) deriva il nome del complesso inglese Radiohead.
- Il logo dei Nine Inch Nails (abbreviato NIИ) fu ispirato dalla tipografia di Tibor Kalman dell'album Remain in Light.
- Il regista Paolo Sorrentino ha intitolato il suo film This Must Be the Place prendendo il titolo da una canzone del gruppo. Ricevendo nel 2014 l'Oscar per il film La grande bellezza, lo stesso Sorrentino ha ringraziato i Talking Heads definendoli una delle sue fonti d'ispirazione.
- Nel famoso fumetto giapponese Le bizzarre avventure di JoJo ben due stand, gli "spettri" ricorrenti della serie, citano il gruppo tramite il loro nome: "Talking Head" di Tiziano e "Burning Down the House" Emporio, che cita il titolo di una loro canzone.
- I Talking Heads vengono citati nel romanzo American Psycho di Bret Easton Ellis, in quanto band preferita dal protagonista Patrick Bateman.

## Formazione
- David Byrne - voce, chitarra (1974-1991)
- Tina Weymouth - basso, voce (1974-1991)
- Jerry Harrison - tastiere, chitarra, voce (1974-1991)
- Chris Frantz - batteria, percussioni (1974-1991)
- Adrian Belew - chitarra e voce

## Discografia

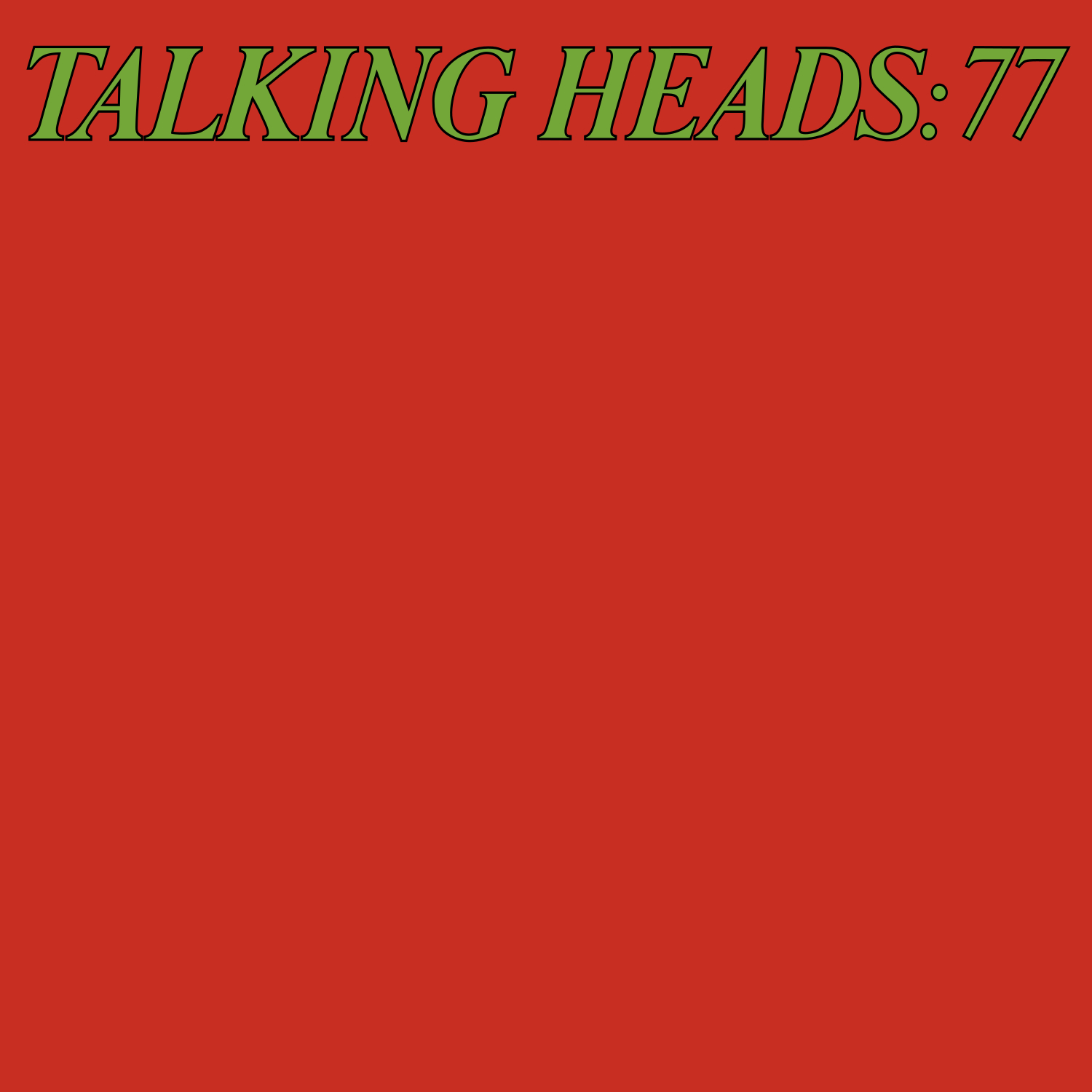
Copertina di Talking Heads: 77, album d'esordio del gruppo

### Album in studio
- 1977 - Talking Heads: 77
- 1978 - More Songs About Buildings and Food
- 1979 - Fear of Music
- 1980 - Remain in Light
- 1983 - Speaking in Tongues
- 1985 - Little Creatures
- 1986 - True Stories
- 1988 - Naked

### Album dal vivo
- 1979 - Talking Heads Live On Tour
- 1982 - The Name of This Band Is Talking Heads
- 1984 - Stop Making Sense

### Raccolte
- 1992 - Sand in the Vaseline: Popular Favorites
- 2000 - Don't Worry About the Cover Band: Tribute Album
- 2004 - The Best of Talking Heads

### Cofanetti
- 2003 - Once in a Lifetime
- 2005 - Brick

## Filmografia
- Stop Making Sense [live] (1984) (regia di Jonathan Demme)
- True Stories - di e con David Byrne, cameo di altri Talking Heads, colonna sonora dei Talking Heads
- This Must Be the Place - con David Byrne